# 16 رجب
- السبت
- الأحد
- الاثنين
- الثلاثاء
- الأربعاء
- الخميس
- الجمعة

- 2728 ديسمبر 2024
- 2829 ديسمبر 2024
- 2930 ديسمبر 2024
- 3031 ديسمبر 2024
- 11 يناير 2025
- 22 يناير 2025
- 33 يناير 2025
- 44 يناير 2025
- 55 يناير 2025
- 66 يناير 2025
- 77 يناير 2025
- 88 يناير 2025
- 99 يناير 2025
- 1010 يناير 2025
- 1111 يناير 2025
- 1212 يناير 2025
- 1313 يناير 2025
- 1414 يناير 2025
- 1515 يناير 2025
- 1616 يناير 2025
- 1717 يناير 2025
- 1818 يناير 2025
- 1919 يناير 2025
- 2020 يناير 2025
- 2121 يناير 2025
- 2222 يناير 2025
- 2323 يناير 2025
- 2424 يناير 2025
- 2525 يناير 2025
- 2626 يناير 2025
- 2727 يناير 2025
- 2828 يناير 2025
- 2929 يناير 2025
- 3030 يناير 2025
- 131 يناير 2025

16 رجب أو 16 رجب الفرد أو 16 رجب المُرجَّب أو يوم 16 \ 7 (اليوم السادس عشر من الشهر السابع) هو اليوم الثالث والتسعون بعد المائة (193) من أيَّام السنة (أو الرابع والتسعون بعد المائة لو كان شهر جمادى الآخرة مُتممًا لليوم الثلاثين أو الخامس والتسعون بعد المائة لو أتم كلًا من صفر وربيع الآخر وجمادى الآخرة ثلاثين يومًا) وفق التقويم الهجري القمري (العربي). يبقى بعده 161 أو 162 يومًا لانتهاء السنة.

## أحداث
- 14هـ - نجاح المسلمين بقيادة أبي عبيدة بن الجراح، وخالد بن الوليد في فتح مدينة دمشق، بعد حصار شديد دافع فيه الروم عن المدينة، ولكن ذلك لم يمنع من سقوطها وطلبهم الصلح، بعد أن اشتد خالد في الحصار، فأجابهم أبو عبيدة إلى الصلح.
- 492هـ - طلائع الصليبيين تصل إلى مدينة القدس تمهيدًا لاحتلالها بعد أن استطاعت السيطرة على الجزء الأكبر من بلاد الشام.
- 583هـ - صلاح الدين الأيوبي يبدأ في حصار القدس.
- 1340هـ - السلطان أحمد فؤاد باشا يعلن نفسه ملكًا على مصر بعد أن نقل نظام الحكم من سلطاني إلى ملكي.
- 1353هـ - إصدار الحكومة التركية بقيادة مصطفى كمال أتاتورك لقرار حكومي بتوقف الصلاة بجامع آيا صوفيا، ونزع سجاجيده ولوحاته الكتابية العربية ومنبره، وتحويله لمتحف سياحي.
- 1359هـ - القوات الإيطالية تستولي على منطقة الصومال البريطانية وذلك خلال الحرب العالمية الثانية.
- 1381هـ - الرئيس المصري جمال عبد الناصر يعلن تأميم كل ممتلكات الأجانب ويمنع دخول الفرنسيين إلى مصر بعد اعتقال أربعة منهم بتهمة التجسس والتآمر عليه.
- 1390هـ - ملك الأردن الحسين بن طلال يعلن الحكم العسكري في أعقاب اختطاف أربع طائرات مدنية من قبل الجبهة الشعبية لتحرير فلسطين بزعامة جورج حبش.
- 1405هـ - الإطاحة بالمشير جعفر نميري بعد اضطرابات دامت لعدة أيام في السودان.
- 1414هـ - اختتام محادثات فلسطينية إسرائيلية في القاهرة بين وزير الخارجية الإسرائيلي شمعون بيريز وممثل السلطة الوطنية الفلسطينية محمود عباس دون تسوية العقبات المتعلقة بالأمن.
- 1424هـ - الأمم المتحدة ترفع العقوبات الاقتصادية عن ليبيا بعد موافقة الأخيرة على دفع تعويضات تقدر بحوالي 2.7 مليار دولار لضحايا طائرة بان آم.
- 1425هـ - آلاف المتظاهرين النيباليين يحرقون مسجد «الجماعة» أكبر مسجد في العاصمة كاتماندو؛ احتجاجًا على مقتل 12 رهينة نيباليًا على أيدي جماعة «جيش أنصار السنة» العراقية.
- 1436هـ - النائب اللُبناني ورئيس الحزب التقدمي الاشتراكي وليد جُنبُلاط يُدلي بِشهادته أمام المحكمة الدُوليَّة الخاصَّة بلُبنان فيما يخص اغتيال رئيس الوُزراء اللُبناني الأسبق رفيق الحريري.
- 1444 هـ - مقتل أكثر من 51,130 شخص وإصابة أكثر من 122,500، إثر وقوع زلزالين بلغت قوة أشدهما 7.8 درجة بمقياس ريختر في جنوب تركيا وامتد أثرهما إلى سوريا.

## مواليد
- 1223هـ - عبد القادر الجزائري، قائد ومجاهد جزائري.
- 1284هـ - سلامة حسن الراضي، صوفي وكاتب وشاعر مصري.
- 1317هـ - أبو القاسم الخوئي، فقيه جعفري إيراني عراقي.
- 1344هـ - محمد عبد السلام، عالم فيزياء باكستاني حاصل على جائزة نوبل في الفيزياء.
- 1377هـ - سعيد حامد، مخرج سوداني.
- 1381هـ -
  - عزت القمحاوي، روائي مصري.
  - جورج وسوف، مغني ومطرب سوري.
- 1394هـ - عمر القزابري، إمام مسجد الحسن الثاني.
- 1396هـ -
  - روعة ياسين، ممثلة سورية.
  - نهير الشمري، لاعب كرة قدم كويتي.
- 1403هـ - هبة السيسي، ممثلة وعارضة أزياء مصرية.

## وفيات
- 1300هـ - عبد القادر الجزائري، عالم وقائد حركة الجهاد الإسلامي ضد الاحتلال الفرنسي في الجزائر.
- 1395هـ - محمد بن سعيد الصديقي، كاتب مؤرخ وعالم مسلم مغربي.
- 1412هـ - محمد عبد الخالق حسونة، أمين عام جامعة الدول العربية الثاني.
- 1415هـ - صاحب حداد، مونتير ومخرج سينمائي عراقي.
- 1424هـ - عفيفة الحصني، مدرسة وشاعرة سورية.
- 1442هـ -
  - صباح عبد الجليل، لاعب ومدرب كرة قدم عراقي.
  - يوسف شعبان، ممثل مصري.

## وصلات خارجية
- موقع قصة الإسلام: حدث في شهر رجب.